# Mala Mlaka
Mala Mlaka je naselje u sastavu Grada Zagreba. Nalazi se u gradskoj četvrti Novi Zagreb – zapad.

## Stanovništvo
Prema popisu stanovništva iz 2001. godine, naselje je imalo 660 stanovnika te 182 obiteljskih kućanstava.

Prema popisu stanovništva 2011. godine naselje je imalo 636 stanovnika.
| broj stanovnika | 272   | 322   | 317   | 337   | 392   | 466   | 459   | 504   | 573   | 545   | 594   | 578   | 624   | 587   | 660   | 636   | 591   |
|                 | 1857. | 1869. | 1880. | 1890. | 1900. | 1910. | 1921. | 1931. | 1948. | 1953. | 1961. | 1971. | 1981. | 1991. | 2001. | 2011. | 2021. |

## Poznate osobe
- Bartul Đurđević (Bartol Jurjević), hrvatski poliglot, latinist, pionir rječničarstva u Hrvata

## Šport
- NK Mala Mlaka, nogometni klub